# シビリテレコム
シビリテレコム (ロシア語: ОАО «Сибирьтелеком»)はロシア連邦シベリア地域に存在した電気通信事業者、インターネットサービスプロバイダ。スヴャジインベスト社の子会社であり、ロシア全土の面積の29%にあたる地域で事業を提供している。2011年4月からロステレコムの一部となっている。

## 概要
シビリテレコムは複数の小規模通信事業者を統合して設立され、市内電話、長距離電話、ケーブルテレビ、ラジオ放送事業、インターネット事業などを手掛ける。
各地域における子会社は下記の通り。
- アルタイテレコム（Altaitelecom）：アルタイ地方バルナウル
- ゴルノ=アルタイテレコム（Gorno-Altaitelecom）：アルタイ共和国ゴルノ＝アルタイスク
- エレクトロスヴャジ（Electrosvayz）：イルクーツク州、ケメロヴォ州、クラスノヤルスク地方、ノヴォシビルスク、オムスク州、アガ・ブリヤート自治管区
- トムスクテレコム（Tomsktelecom）：トムスク州
- ハカス子会社（Khakass subsidiary）：ハカス共和国
- チタテレコム（Chitatelecom）：チタ州